# Leon Kołaczkowski
Leon Kołaczkowski (ur. 8 lutego 1895 w Łodzi, zm. 1 września 1920 pod Hrubieszowem) – oficer Wojska Polskiego w II Rzeczypospolitej, kawaler Orderu Virtuti Militari.

## Życiorys
Urodził się w rodzinie Leona i Zofii z Wójcickich. Student Szkoły Głównej Gospodarstwa Wiejskiego w Warszawie i członek Polskiej Organizacji Wojskowej. 
W styczniu 1919, w szeregach Legii Akademickiej, wziął udział w odsieczy Lwowa. W tym też roku wstąpił do odrodzonego Wojska Polskiego. Od 3 lipca do 1 listopada 1919 był uczniem 15. klasy Szkoły Podchorążych. Po ukończeniu nauki otrzymał przydział do 11 kompanii 4 pułku piechoty Legionów. 30 marca 1920 został mianowany z dniem 1 kwietnia tego roku podporucznikiem w piechocie. Na frontach wojny polsko-bolszewickiej walczył na stanowisku dowódcy plutonu. Podczas walk pod Hrubieszowem, zaskoczony nagłym atakiem kawalerii Siemiona Budionnego, zdołał opanować panikę wśród swoich żołnierzy i odeprzeć uderzenie. Kilka dni później, otoczony przez liczniejszy oddział bolszewicki, zdecydowanym atakiem przełamał okrążenie. Zginął w walce. Za czyn ten pośmiertnie został  odznaczony Krzyżem Srebrnym Orderu Wojskowego Virtuti Militari.
Jego nazwisko umieszczono na tablicy pamiątkowej poległych wychowanków Szkoły Podchorążych Piechoty.

## Ordery i odznaczenia
- Krzyż Srebrny Orderu Wojskowego Virtuti Militari nr 5588 – pośmiertnie, 18 września 1922[8]
- Krzyż Walecznych (trzykrotnie)[2]